# Sopubia matsumurae
Sopubia matsumurae är en snyltrotsväxtart som först beskrevs av Takasi Takashi Yamazaki, och fick sitt nu gällande namn av Cheng Yih Wu. Sopubia matsumurae ingår i släktet Sopubia och familjen snyltrotsväxter. Inga underarter finns listade i Catalogue of Life.